# Morgen Oli
Morgen OLI ist eine Tiersendung für Kinder ab drei Jahren. Sie wird vom Südwestrundfunk in Baden-Baden produziert.

## Inhalt
Jeden Morgen wird OLI, der Löwe mit der immergrünen Mähne, unsanft geweckt. Es regnet auf seine Hängematte oder laute Musik schreckt den schlafenden Löwen auf. Einmal plumpst OLI sogar aus der Hängematte. Aber kaum ist der zukünftige König der Tiere wach, beginnt auch schon das Abenteuer. Mit seinem Freund Käpt’n Kesselhut erlebt OLI jede Menge Abwechslung. Ob Wettrennen oder Dschungelschule – bei OLI und Käpt’n Kesselhut ist immer was los. Da geht es den beiden genau so, wie den Kindern in der Sendung, die von ihren liebsten Bauernhoftieren erzählen.
Die kleinen Zuschauer lernen bei OLI nicht nur viel über heimische Tiere, sondern nebenbei auch Wissenswertes über andere Themen wie beispielsweise Ernährung.
Käpt’n Kesselhut heißt im richtigen Leben Paul und ist Eigentum des Papageienpark Bochum.